# Борис Комненић
Борис Комненић (Пула, 29. март 1957 — Београд, 6. март 2021) био је српски глумац. Комненић је био првак драме Народног позоришта у Београду.

## Биографија
Основну школу и гимназију завршио је у Пули, а глуму је студирао на Факултету драмских уметности у Београду. 
После неколико сезона у слободном статусу,  1984. године је постао члан Драме Народног позоришта.
Поред позоришних, остварио је и мноштво улога на филму и телевизији. Неке од најзначајнијих су у телевизијским серијама Сиви дом, Бољи живот и Синђелићи, и у филмовима Тајванска канаста, Дани од снова, Сплав медузе, Директан пренос, Шпадијер један живот и др.
Преминуо је 6. марта 2021. године у Београду. Сахрањен је 11. марта 2021. године у Алеји заслужних грађана на Новом гробљу у Београду.

## Награде
- Годишње награде Народног позоришта
- Годишња награда БДП-а
- Награда филмских сусрета у Нишу
- Награда на фестивалу у Пожаревцу
- Награда на фестивалу у Јагодини
- Награда Народног позоришта за најбоље индивидуално премијерно уметничко остварење у оквиру репертоара Народног позоришта од 22.11.2009. године до 10.11.2010. (за улогу Дезмонда Мортона у представи „Државни службеници“)
- Награда „Раша Плаовић“ за сезону 2009/2010 (за улогу Дезмонда Мортона у представи „Државни службеници)
- Награда Града Београда за позоришно стваралаштво за 2011. годину за улогу Дезмонда Мортона у представи „Државни службеници)

## Театрографија
На матичној сцени је одиграо велики број улога:
- Алексеј Колесов (Лењин, Стаљин, Троцки К. Вермолера)
- Иво Калонс (Меморандум В. Хавела)
- Јусупов (Свети ђаво Распућин Александра Поповића)
- Ханс Миклос (Мефисто Клауса Мана)
- Јелен (Кртичњак Миодрага Ђукића)
- Столе Апач (Кад су цветале тикве Драгослава Михаиловића)
- Сатин (На дну Максима Горког)
- Вартоломије (Марија Магдалена и апостоли Ернеста Брила)
- Фјодор Иванович Костомаров (Анфиса Виде Огњеновић)
- Љубомир Протић (Ожалошћена породица Бранислава Нушића)
- Џек (Последња потера за златом Гордана Михића)
- Релинг (Дивља патка Хенрика Јохана Ибзена)
- Барон Шалер (Маска Милоша Црњанског)
- Атанасије Стојковић (Вожд Карађорђе и кнез Милош)
- Астолфо (Живот је сан Педра Калдерона де ла Барке)
- Оберон (Сан летње ноћи Виљема Шекспира)
- Јован (Покондирена тиква Јована Стерије Поповића)
- Василије Шопаловић (Путујуће позориште Шопаловић Љубомира Симовића)
- Арган (Уображени болесник Молијера)

## Филмографија
| Год.       | Назив                                      | Улога                                 |
| ---------- | ------------------------------------------ | ------------------------------------- |
| 1980-е     |                                            |                                       |
| 1980.      | Дани од снова                              |                                       |
| 1980.      | Сплав медузе                               | Мишић                                 |
| 1981.      | Седам секретара СКОЈ-а (серија)            |                                       |
| 1982.      | Руски Уметнички експеримент                |                                       |
| 1982.      | Директан пренос                            | Филип                                 |
| 1985.      | Будите исти за 20 година (ТВ)              | Мирослав                              |
| 1985.      | Црвена барака (ТВ)                         |                                       |
| 1985.      | Случај Лазе Костића (ТВ)                   | Тужилац 2                             |
| 1985.      | Тајванска канаста                          | Саша Белопољански                     |
| 1986.      | Бал на води                                |                                       |
| 1986.      | Сиви дом (серија)                          | Васпитач Катић                        |
| 1986.      | Шпадијер један живот                       | Доктор                                |
| 1987.      | The Misfit Brigade                         | Бауер                                 |
| 1988.      | Како засмејати господара (ТВ)              |                                       |
| 1987-1988. | Бољи живот (серија)                        | Александар „Саша“ Попадић             |
| 1989.      | Бољи живот (филм)                          | Александар „Саша“ Попадић             |
| 1990-е     |                                            |                                       |
| 1991.      | Конак (ТВ)                                 |                                       |
| 1990-1991. | Бољи живот 2 (серија)                      | Александар „Саша“ Попадић             |
| 1992.      | Проклета је Америка                        |                                       |
| 1995.      | Све ће то народ позлатити (ТВ)             | Капетан Танасије Јеличић              |
| 1996-1997. | Горе доле (серија)                         | Никола „Луле“ Бајмочки                |
| 1999.      | Без поговора (ТВ)                          | Бен                                   |
| 2000-е     |                                            |                                       |
| 2000.      | Дуг из Баден Бадена (ТВ)                   | Александар Фјодорович Ото             |
| 2001.      | Тесла или прилагођавање анђела (ТВ)        | Новинар Џон Смит                      |
| 2001.      | Осама позоришног лептира (ТВ)              | казује стихове                        |
| 2002.      | Мајстор (ТВ)                               |                                       |
| 2002.      | Т. Т. Синдром                              | Магистар Ђорђевић                     |
| 2002.      | Новогодишње венчање (ТВ)                   | Зоран                                 |
| 2003.      | Лисице (серија)                            | Мимин отац                            |
| 2003.      | Таксиста (кратки филм)                     | Магични                               |
| 2003.      | 011 Београд                                | Перо                                  |
| 2003.      | Наша мала редакција (серија)               | Директор Росић                        |
| 2003.      | Илка (ТВ)                                  | Министар војни Грујић                 |
| 2003.      | Сјај у очима                               | Професор Јаблан                       |
| 2003.      | Казнени простор 2 (серија)                 | Брадоња                               |
| 2004.      | Скела (ТВ)                                 | Страни путописац                      |
| 2004.      | Трагом Карађорђа (серија)                  | Гроф Ивелић                           |
| 2004.      | Кад порастем бићу Кенгур                   | Доктор                                |
| 2004.      | Шта ми спремаш? (серија)                   |                                       |
| 2004.      | Црни Груја 2 (серија)                      | Бећир-ага                             |
| 2004.      | Лифт (серија)                              | Адвокат                               |
| 2005.      | На Бадњи дан (ТВ)                          | Жандарм                               |
| 2005.      | Дангубе! (серија)                          | Санитарни инспектор                   |
| 2005.      | Љубав, навика, паника (серија)             | Бане                                  |
| 2005.      | Идеалне везе (серија)                      | Добрица                               |
| 2006.      | Апориа                                     | Зенон                                 |
| 2006.      | Условна слобода                            | Контраадмирал Газивода                |
| 2006.      | Седам и по                                 | Радоје                                |
| 2006-2007. | Агенција за СИС (серија)                   | Стева                                 |
| 2007.      | Кафаница близу СИС-а (серија)              | Стева                                 |
| 2008.      | Наша мала клиника (серија)                 | Свештеник                             |
| 2007-2008. | Вратиће се роде (серија)                   | Родољуб Швабић                        |
| 2007-2008. | Љубав и мржња (серија)                     | Душан                                 |
| 2009.      | Неки чудни људи (серија)                   | Господин Љуба Миљковић                |
| 2008.      | Милош Бранковић                            | Професор Коен                         |
| 2008.      | Читуља за Ескобара                         | Министар                              |
| 2009.      | Београдски фантом                          | савезни секретар за унутрашње послове |
| 2009.      | Кад на врби роди грожђе (серија)           | Крешимир                              |
| 2010-е     |                                            |                                       |
| 2010.      | Куку Васа (серија)                         | Господин Петровић                     |
| 2010.      | Флешбек                                    | Санитарац                             |
| 2010.      | Монтевидео, Бог те видео!                  | Јанко Шафарик                         |
| 2011.      | Игра истине (серија)                       |                                       |
| 2011.      | Мирис кише на Балкану (ТВ серија) (серија) | Антон Прегер                          |
| 2011.      | Мешано месо (серија)                       | Интелектуалац                         |
| 2011.      | Игра истине (серија)                       | Директор банке                        |
| 2012-2013. | Монтевидео, Бог те видео! (серија)         | Јанко Шафарик                         |
| 2013.      | Фалсификатор                               | Управник затвора                      |
| 2013-2019  | Синђелићи (серија)                         | Јездимир Синђелић                     |
| 2014.      | Апофенија                                  | Марко Мажибрада                       |
| 2014-2018  | Ургентни центар (серија)                   | Милијаш/Господин Лаковић              |
| 2015.      | Отворени кавез                             | Лука                                  |
| 2016.      | Апофенија                                  | Марко Мазибрада                       |
| 2018.      | Војна академија (серија)                   | Редитељ                               |
| 2019.      | Такси блуз                                 | Кале                                  |
| 2019.      | Из љубави                                  | Маријанин отац                        |
| 2019.      | Пет (серија)                               | Уредник                               |
| 2019.      | Далеко је Холивуд (серија)                 | Директор                              |
| 2018-2021. | Жигосани у рекету (серија)                 | Радован                               |
| 2019.      | Ујка нови хоризонти                        | Милер                                 |
| 2020-е     |                                            |                                       |
| 2020.      | Пролеће на последњем језеру                | Јосип Сибе Миличић                    |
| 2020.      | Убице мог оца                              | адвокат Мајкић                        |
| 2020.      | Југословенка (серија)                      | Немања Павловић                       |
| 2021.      | Једини излаз                               | проф. Соколовић                       |
| 2021.      | Колегинице                                 | Стева                                 |
| 2021.      | Радио Милева                               | Милентије Француски                   |
| 2021.      | Александар од Југославије (ТВ серија)      | Љубомир Давидовић                     |
| 2021.      | Једини излаз (ТВ серија)                   | проф. Соколовић                       |
| 2021.      | Певачица (ТВ серија)                       | Веља                                  |
| 2022.      | Кључ                                       | Владика                               |
| 2023.      | Тома (ТВ серија)                           | Божо                                  |